# Federigo Tozzi
Federigo Tozzi (Siena, 1883. január 1. — Róma, 1920. március 21.) olasz író, költő, kritikus. 

## Életpályája
Paraszti családból származott, édesapja vendéglős volt. Félbehagyta középiskolai tanulmányait, s 1907-ben az olasz államvasutakhoz csatlakozott Pontederában és Firenzében. Apja 1908-ban elhunyt, ekkor Tozzi felmondta állását és Siena közelében található birtokukra vonult vissza, s még ebben az évben megnősült. Mint költő kezdte pályáját, D'Annunzio nyomdokán haladva. Később a regénynek szentelte munkásságát. Az olasz új-katolikus irodalomnak jeles képviselője volt. Miszticizmusra hajló, mélyen vallásos kedély jellemzi, de nem tudott megszabadulni az orosz és verista hatásoktól. Regényeiben erkölcsi és lélektani problémákkal foglalkozik, Dosztojevszkij pesszimizmusával és a nagy orosz író tollára méltó tragikus belső szenvedéllyel. Ezek között nevezetesebbek: Con gli occhi chiusi, Il podere (A birtok, ford. Kolozsvári Grandpierre Emil). Legsikerültebb műve Tre croci (Három kereszt, Kolozsvári Grandpierre Emil). Utolsó regénye Gli egoisti, mely halála után jelent csak meg.